# Cynthia Ligeard
Cynthia Ligeard, née Parage le 15 juin 1962 à Nouméa, est une femme politique néo-calédonienne anti-indépendantiste. Engagée en politique depuis 2002 sous les couleurs du Rassemblement pour la Calédonie dans la République (RPCR), parti historique de la lutte contre l'indépendance rebaptisé Rassemblement-UMP en 2004 et tout simplement désigné par l'appellation Le Rassemblement à partir de 2014, elle est la présidente de l'Assemblée de la Province Sud du 20 septembre 2012 au 11 mai 2014, puis la présidente du 13e gouvernement de la Nouvelle-Calédonie issu du statut de la Nouvelle-Calédonie du 5 juin 2014 jusqu'au 1er avril 2015 (cet exécutif ne faisant que gérer les affaires courantes entre le 16 décembre 2014 et le 1er avril 2015). Elle est la première femme à diriger une province néo-calédonienne, la septième à occuper l'exécutif d'une collectivité locale dans cet archipel (après l'ancienne présidente du gouvernement Marie-Noëlle Thémereau de 2004 à 2007 et les maires Ghislaine Arlie, Corine Voisin, Prisca Holéro, Valentine Eurisouké et Henriette Tidjine-Hmae) et la deuxième à présider l'exécutif néo-calédonien. Elle reste membre des 14e et 15e Gouvernements néo-calédoniens de 2015 à 2019, chargée d'animer et de contrôler le secteur de la Fonction publique et de la Sécurité routière, à quoi s'est ajouté en 2017 le Logement.

## Origines et formation
Cynthia Ligeard descend à la troisième génération de François Parage (né vers 1862, condamné au bagne en 1882, devenu ensuite mineur sur la côte est de la Grande Terre, et de sa femme dite « Maudouï », une Mélanésienne d'un clan Bayes de Ponérihouen, mais aussi par sa grand-mère paternelle d'Albert Hypeau, un autre bagnard condamné en 1888 et installé ensuite dans la région de Voh,,,. 
Elle naît et fait sa scolarité à Nouméa, dans les établissements privés catholiques de l'école puis du collège Saint-Joseph-de-Cluny et du lycée Blaise-Pascal à l'Anse Vata. Elle part ensuite faire ses études supérieures en France métropolitaine, obtenant une maîtrise en langues étrangères appliquées (LEA) anglais-espagnol avec une spécialisation en commerce international. 

## Carrière professionnelle
De retour en Nouvelle-Calédonie à la fin de ses études, Cynthia Ligeard est embauchée par la mairie de Nouméa, où elle travaille successivement au service de la culture et des fêtes (à la fois organisateur et programmateur d'événements et de manifestations tels que le carnaval annuel, mais aussi lieu de réflexion sur la politique culturelle de la ville et les actions à mener sur le terrain) puis au service des quartiers. 
En 2002, elle fait son entrée dans le monde politique en devenant chef de cabinet du maire de Nouméa, Jean Lèques, une des figures historiques du Rassemblement pour la Calédonie dans la République (RPCR), à l'époque principale force anti-indépendantiste et parti dominant les principales institutions de l'archipel depuis les années 1980.

## Carrière politique

### Une cadre montante du Rassemblement-UMP
Pour les élections provinciales du 9 mai 2004, Cynthia Ligeard figure en 10e position sur la liste du Rassemblement-UMP (nouveau nom du RPCR) menée par le député et président de l'assemblée provinciale sortante dans le Sud, Jacques Lafleur, dirigeant fondateur du parti et homme fort de la vie politique locale depuis les années 1970. Ce mouvement connaît alors sa première défaite électorale depuis sa création, étant battu par des dissidents ou opposants anti-indépendantistes de plus ou moins longues dates du RPCR qui ont formé l'Avenir ensemble. Quoi qu'il en soit, la liste Lafleur remporte 17 094 votes soit 31,19 % des suffrages exprimés, obtenant 16 sièges sur 40 à l'Assemblée de la Province Sud dont 13 des 32 élus également membres du Congrès de la Nouvelle-Calédonie. Cynthia Ligeard fait donc son entrée dans ces deux institutions, où elle devient une figure de l'opposition à l'Avenir ensemble organisée par le Rassemblement-UMP. Elle devient d'ailleurs vice-présidente du groupe au Congrès, secondant à ce poste Pierre Maresca. Elle siège également au sein de la commission permanente de cette assemblée pendant toute la durée de cette mandature de 2004 à 2009, en étant même sa secrétaire pour l'année 2006-2007. 
Elle fait également partie de l'équipe chargée de réorganiser le parti et de préparer une reconquête du pouvoir à partir de l'élection à la présidence du mouvement de l'autre député Pierre Frogier, qui bat Jacques Lafleur lors du premier vote interne ouvert à l'ensemble des militants le 2 juillet 2005. Cynthia Ligeard devient à cette occasion secrétaire générale adjointe et porte-parole, poste où elle seconde là encore Pierre Maresca (puis, à partir de 2006, le maire du Mont-Dore Éric Gay). 
Après la victoire des candidats du Rassemblement-UMP, Gaël Yanno et Pierre Frogier, aux élections législatives des 10 et 17 juin 2007, le parti revient à des postes de responsabilité dans les institutions de l'archipel en passant un « accord-cadre » de partage des postes d'importance avec l'Avenir ensemble. Dans le cadre de ce nouveau positionnement, Cynthia Ligeard remplace Pierre Maresca (mis à l'écart de la direction du parti pour s'être présenté de manière dissidente aux législatives) à la présidence du groupe au Congrès en juillet 2007, et devient le 31 du même mois présidente de la commission intérieure des Finances et du Budget, ainsi que vice-présidente de celle des Infrastructures publiques et de l'Énergie et de celle de l'organisation des Transports et de la Communication (deux commissions dont elle était déjà membre depuis 2005). Elle conserve ce dernier poste jusqu'en 2008, les trois autres jusqu'à la fin de la mandature en 2009. Elle fait de plus partie de la délégation du Rassemblement-UMP emmenée par Pierre Frogier lors du VIe Comité des signataires de l'Accord de Nouméa, tenu à Paris le 20 décembre 2007. 

### Conseillère provinciale
Pour les élections provinciales du 10 mai 2009, elle est cette fois 14e de la liste du Rassemblement-UMP tirée par Pierre Frogier en Province Sud. Si la formation remporte le scrutin en redevenant la première formation dans cette province, elle fait un score en lui-même moins bon qu'en 2004, avec 17 290 voix et 28,54 % des suffrages, obtenant ainsi 15 conseillers provinciaux sur 40 dont 12 également au Congrès. Cynthia Ligeard ne conserve donc que son mandat provincial. 
Elle prend alors la présidence de la commission de l'Habitat, de l'Urbanisme et de l'Aménagement du territoire de la Province Sud (qu'elle conserve jusqu'en 2011). À ce poste, elle s'occupe tout particulièrement du projet de « réhabilitation des squats » (passant par l'électrification, l'alimentation en eau potable et la collecte des déchets plutôt que par la construction de nouveaux immeubles d'habitat social et donc la recherche du relogement des squatteurs) défini par le nouveau président de l'Assemblée de province, Pierre Frogier, le 27 janvier 2011, afin de, selon lui, « répondre à un mode de vie océanien », et estimant que : « On pourrait toujours construire plus d'appartements, on pourrait continuer à faire plus de béton. Est-ce que ça correspond à la culture et au mode de vie des populations océaniennes ? ». Pour Cynthia Ligeard, cette politique « va durer, parce que c’est pas quelque chose qui va être traité en l’espace de 4-5 ans, mais non, ça n’est pas du définitif. L’idée, c’est bien de créer l’occasion pour chacun d’entrer petit à petit dans la vie urbaine. On part du principe qu’on ne peut plus se satisfaire aujourd’hui de conditions dans lesquelles vivent les squatteurs. Donc, on humanise ces conditions de vie. Parallèlement, on poursuit la construction de logements et la création d’un véritable parcours résidentiel, et petit à petit, on va les reloger lorsqu’ils seront prêts, lorsqu’ils en auront les moyens, lorsqu’ils rempliront les critères et lorsque nous aurons des logements à leur proposer, ils vont déménager et entrer petit à petit dans des logements normés ». Cela aboutit à l'adoption par l'Assemblée provinciale, par 29 voix contre 11 (soit toutes les forces politiques représentées à l'exception des 11 élus de Calédonie ensemble) le 9 novembre 2011 de la délibération relative aux « Zones de restructuration de l'habitat spontané » (ZRHS). Cette délibération est néanmoins annulée le 13 septembre 2012 par le tribunal administratif de Nouméa, saisi par Calédonie ensemble, et après un avis défavorable rendu par le Conseil d'État le 27 juillet précédent, au jugeant la Province Sud incompétente en la matière. En tant que présidente de cette commission, Cynthia Ligeard s'occupe aussi du dossier de la réhabilitation menée de 2010 à 2011 du « Château Hagen » à la Vallée des Colons à Nouméa, ancienne maison coloniale transformée en lieu d'exposition d'art contemporain. 
En juin 2009, elle devient également présidente du conseil d'administration de la Savexpress, société d'économie mixte majoritairement détenue par la Province Sud et gérant deux voies rapides à péage dans le Grand Nouméa (la Voie express n°2 - Route du Nord, dite « voie express » ou « Savexpress » vers Dumbéa et Païta au nord-ouest et la Voie de dégagement est ou « VDE » vers le Mont-Dore au nord-est). Elle participe à ce titre à l'élaboration de la nouvelle politique provinciale des transports voulue pour lutter contre l'engorgement routier de l'agglomération nouméenne, et tout particulièrement des actions provinciales à court terme, inscrites dans une logique d'amélioration de la circulation des voitures au travers du plan Sud Express avec les projets de l'échangeur de l'Étrier, inauguré en 2012, ou de dénivellation du carrefour Berthelot, très critiqués par des associations écologistes ou de partisans d'une amélioration des transports en commun. 

### Vice-présidente de la Province Sud
Le 27 octobre 2011, Pierre Frogier décide de démissionner de la présidence de l'Assemblée de la Province Sud, afin de provoquer un renouvellement du bureau le 9 novembre suivant, cela pour remplacer d'une part Éric Gay (qui souhaite se concentrer sur sa campagne aux élections législatives de juin 2012 dans la 2e circonscription) à la 1re vice-présidence, et d'autre part les deux vice-présidents Calédonie ensemble Philippe Michel et Sonia Lagarde. En effet, l'« entente républicaine » passé en 2009 entre le Rassemblement-UMP et ce parti dirigé par le prédécesseur de Frogier à la tête de la province, Philippe Gomès, s'est distendue à partir de 2010 pour prendre fin en février 2011. Pierre Frogier est alors réélu sans surprise dès le premier tour de scrutin, par 21 voix (les 15 du Rassemblement-UMP, les 4 des élus Avenir ensemble ainsi que les voix de Didier Leroux du MoDem et de Jean-Luc Régent du RPC) contre 13 à Sonia Lagarde (les 11 de Calédonie ensemble et les 2 de l'UDC), 5 bulletins nuls (les 4 du groupe FLNKS et Pascale Doniguian-Panchou du LMD) et 1 absent (Simon Loueckhote du LMD). Il fait ensuite élire comme 1er et 3e vice-présidents deux membres de son parti, à savoir respectivement Alain Lazare et Cynthia Ligeard, tous deux obtenant les mêmes 21 suffrages que Pierre Frogier contre 13 aux candidats de Calédonie ensemble (Philippe Michel et Frédéric de Greslan) tandis que la 2e revient à un membre de son nouvel allié l'Avenir ensemble, Pascal Vittori (le seul à obtenir 23 votes, avec le soutien également des deux élus du LMD).
Cynthia Ligeard abandonne à cette occasion la présidence de commission qu'elle occupait depuis 2009. Elle reçoit en échange du président Pierre Frogier délégation de signature pour les questions de l'habitat, de la santé et du social, de la culture et du patrimoine, de la condition féminine et du tourisme. 
Cette nouvelle fonction s'accompagne par un retour en force sur le devant de la scène à l'échelon territorial et dans la vie interne du parti. À la suite de la démission du Congrès le 10 novembre 2011 du maire et grand-chef de l'Île des Pins Hilarion Vendégou, devenu sénateur de la Nouvelle-Calédonie (et donc touché par la loi sur le cumul des mandats) aux côtés de Pierre Frogier à compter du 1er octobre précédent, Cynthia Ligeard réintègre l'assemblée délibérante de l'archipel. Elle est ensuite choisie pour être la porte-parole du comité de soutien néo-calédonien de Nicolas Sarkozy pour l'élection présidentielle des 22 avril et 6 mai 2012, ce qui lui permet d'être fortement médiatisée durant la campagne, notamment pour débattre avec des soutiens locaux de François Hollande (le secrétaire de la section du PS Michel Jorda ou le président du comité de soutien, l'indépendantiste Jean-Pierre Déteix).
À la suite de la défaite du Rassemblement-UMP et la victoire de Calédonie ensemble aux élections législatives de juin 2012, elle fait partie des éléments mis en avant par Pierre Frogier pour incarner la réorganisation du parti passant par un rajeunissement et une féminisation des cadres. Ainsi, lors du comité directeur du mouvement organisé à Boulouparis le 21 août 2012, Cynthia Ligeard abandonne sa fonction de porte-parole qu'elle cède à Gaël Yanno mais conserve celle de secrétaire générale adjointe, aux côtés désormais de Sonia Backes qui a pris l'intérim du poste laissé vacant par Éric Gay, grand perdant des législatives puisque éliminé dès le premier tour et devancé par Philippe Gomès dans sa propre commune du Mont-Dore. Mais, de plus, Pierre Frogier annonce à la même occasion sa démission à venir de la présidence de la Province Sud, pour se consacrer à la direction du Rassemblement, et propose Cynthia Ligeard pour le remplacer. Cette décision surprend les observateurs politiques et les médias locaux, en raison de sa relativement courte expérience politique et du fait qu'elle n'ait jamais été au premier plan (ni chef de parti, ni tête de liste, ni jamais élue sur son nom propre au suffrage universel).

### Présidente de la Province Sud
Le Rassemblement-UMP conservant la position de première formation politique à l'Assemblée de la Province Sud, renforcée désormais par le soutien de l'ensemble des autres partis anti-indépendantistes autres que Calédonie ensemble, Cynthia Ligeard est élue sans surprise à la présidence de cette institution le 20 septembre 2012, par 24 voix contre 12 à Philippe Michel de Calédonie ensemble et 4 à l'indépendantiste Sylvain Pabouty pour le groupe du Front de libération nationale kanak et socialiste (FLNKS). Gil Brial, un des cadres dirigeants du mouvement des jeunes du parti, la remplace à la 3e vice-présidence, les deux premières restant occupées par Alain Lazare et Pascal Vittori. Elle affirme alors vouloir inscrire son action dans la continuité de la politique définie depuis 2009 par Pierre Frogier (avec pour priorités, entre autres, la jeunesse, les infrastructures routières, la politique de l'habitat, la sylviculture), tout en indiquant un changement de style, axé sur la disponibilité, estimant avoir « plus de temps pour m'investir dans l'opérationnel de la Province » que son prédécesseur car « lui est un poids lourd et moi un poids léger », et la proximité, se disant « proche des gens » et connaissant les agents de l'administration provinciale « depuis longtemps »,.
Elle doit faire face, à la tête de cette institution, à la dissidence des partisans de Gaël Yanno qui fondent en mars 2013 leur propre parti, le Mouvement populaire calédonien (MPC), mais qui affecte peu sa majorité puisque seulement deux élus provinciaux (Alexandra Malaval-Cheval et le 3e vice-président Gil Brial) quittent le Rassemblement-UMP pour ce nouveau mouvement. Ils sont rejoints en février 2014 par un troisième conseiller provincial, Pierre Bretegnier, ce qui ramène dans les faits, à quelques mois des élections provinciales, le Rassemblement et ses alliés de l'Avenir ensemble, du LMD, de l'UDC et du MoDem local à 19 sièges sur 40. Au-delà de ces remous dans sa majorité, la présidence de Cynthia Ligeard est marquée par le vote d'une nouvelle délibération sur la « restructuration de l'habitat spontané » dès le 27 septembre 2012 afin de poursuivre la politique provinciale en la manière malgré l'annulation quelques semaines plus tôt de la première délibération par le tribunal administratif. Elle s'appuie cette fois sur la compétence de gestion domaniale plutôt que sur l'urbanisme en intervenant uniquement sur des terrains détenus en propriété directe ou par bail emphytéotique, à travers notamment le projet dit de « presqu'île océanienne » au squat Kawati situé entre la voie de dégagement ouest et les mangroves de Koutio à Dumbéa. Encore une fois, Calédonie ensemble s'oppose vivement à ce texte,. Cette deuxième délibération est à son tour annulée par le tribunal administratif de Nouméa le 10 juillet 2013, avec les mêmes conclusions que pour le premier texte, décision qui, d'après Cynthia Ligeard, « ne nous empêche pas de poursuivre nos travaux sur la Presqu’île océanienne, puisque nous y avons acquis des droits. Mais elle nous empêchera de percevoir une redevance, donc d’inscrire ces populations dans un vrai parcours résidentiel. En définitive, c’est Calédonie ensemble qui met en place la légalisation des squats quand nous essayons d’instaurer un État de droit ». Cette annulation est confirmée par la cour administrative d'appel de Paris le 18 avril 2014. 
D'autre part, elle fait voter le 1er août 2013 par l'assemblée provinciale la résiliation des concessions de la voie express n° 2 et de la voie de dégagement est à la Savexpress (détenue à 53 % par la Province), aboutissant au 1er janvier 2014 à la fermeture des deux péages qui existaient jusque-là sur ces deux routes de l'agglomération du Grand Nouméa, les rendant ainsi gratuites. Elle avait annoncé la préparation de cette mesure dès le 17 juin précédent, après y avoir travaillé à partir de 2010 en tant que présidente du conseil d'administration de la Savexpress (depuis 2009). La perte financière induite par cette suppression est selon elle « compensée en totalité » par le partage des bénéfices de la société Savexpress entre actionnaires, tandis que ce qu'elle décrit comme « une gestion rigoureuse des deniers publics depuis 2009 » devrait permettre à la collectivité de commencer à rembourser dès le budget supplémentaire de l'année 2013 l'emprunt réalisé pour cette infrastructure. 
Sur le plan de l'environnement, notamment dans le Grand Sud, elle lance le projet d'obtenir la labellisation en zone humide d'importance internationale de la convention de Ramsar, ou de « site Ramsar », pour la région des lacs du Grand Sud. Elle est obtenue le 2 février 2014. Toutefois, des associations écologistes, dont surtout « Ensemble pour la planète » (EPLP), reprochent l'exclusion de l'espace ainsi classé des zones de Prony et de Pernod, en raison de leur fort potentiel minier. Sur cette dernière question, le vote par l'Assemblée provinciale lors de la dernière séance de la mandature le 2 avril 2014 d'une délibération « portant approbation du protocole général d’accord » relatif aux massifs miniers Prony et Pernod et permettant la création d'une société commune entre la Province Sud, la Société Le Nickel et Vale Inco Nouvelle-Calédonie pour l'exploration des gisements de ces deux sites, entraîne une vive opposition de la part de Calédonie ensemble et des indépendantistes. Ceux-ci critiquent essentiellement les contreparties financières obtenues par la collectivité, à savoir 25 millions de dollars américains (ou plus de 2 milliards de Francs CFP), une participation de 10 % au capital et entre 1,25 % et 1,75 % de royalties sur la valeur des produits commercialisés pour un bénéfice estimé entre 1 et 1,5 milliard de Francs CFP dans le cadre d'une production de 60 000 t. Philippe Michel de Calédonie ensemble, qui promet d'abroger cette décision en cas de victoire aux élections du 11 mai 2014, accuse la majorité provinciale « de brader les intérêts de la collectivité au profit de deux industriels », tandis que Rock Wamytan du FLNKS déclare craindre « un remake de Goro ». Cynthia Ligeard de son côté dit vouloir « préparer l’avenir de nos enfants » et assure que le texte doit permettre à la Province Sud de décider « ou pas d’aller plus loin » au terme de quatre ans d'expertise.

### Tête de liste aux provinciales de 2014
Lors du congrès du Rassemblement-UMP réuni à l'Arène du Sud de Païta le 30 novembre 2013, elle est investie par le parti comme tête de la liste « Front pour l'unité » réunissant dans le Sud la majorité provinciale sortante pour les élections provinciales de mai 2014, à savoir, outre le Rassemblement de Pierre Frogier, l'Avenir ensemble d'Harold Martin et Pascal Vittori, le LMD de Simon Loueckhote et l'élu MoDem Didier Leroux. Trois jours plus tard, la permanence du Rassemblement-UMP, située de longue date sur la rue de Sébastopol au centre-ville de Nouméa, est transformée en siège et quartier-général pour ce « Front pour l'unité », et Didier Leroux est présenté comme le Président du Comité de Soutien de Cynthia Ligeard, son Directeur de campagne étant Pierre Maresca. Elle lance sa campagne le 6 avril 2014 sur l'hippodrome Henri Milliard dans le quartier de l'Anse Vata à Nouméa, mettant en avant pour sa campagne la solution institutionnelle défendue par sa coalition, à savoir celle de négocier avec les indépendantistes un « troisième accord » présenté comme « le seul chemin pour maintenir la Calédonie dans la France » passant par le fait de « reconnaître l'autre, de lui dire qu'il existe, mais que nous aussi nous existons et de nous parler ». Elle présente sa liste à La Foa le 17 avril 2014, où sont mis en avant parmi les premiers noms de nouveaux venus n'ayant jamais exercé de mandat provincial (Grégoire Bernut de l'Avenir ensemble en deuxième position, le secrétaire général du Rassemblement-UMP Thierry Santa en quatrième place ainsi que son adjoint Yoann Lecourieux en huitième), tandis que Harold Martin apparaît comme le seul poids lourd placé en position éligible (sixième). À côté de cela, Didier Leroux se trouve symboliquement à la dernière place, quand Pierre Frogier lui-même n'est pas candidat, déclarant vouloir « transmettre le flambeau » et se consacrer à « contribuer à trouver une issue au processus de réconciliation » avec les indépendantistes. 
Le jour du scrutin le 11 mai 2014, elle arrive en deuxième position en Province Sud avec 13 560 voix soit 19,88 % des suffrages exprimés et 9 sièges à l'Assemblée provinciale dont 7 également obtenus au Congrès (complétés par un élu du Nord issus lui aussi du Rassemblement-UMP). Elle est largement distancée par la liste de Calédonie ensemble de Philippe Gomès (36,47 % et 16 conseillers dont 13 également au Congrès complétés par deux élus du Nord), tout en étant suivie de près par l'UCF de Sonia Backès (18,35 % et 8 sièges dont 6 également au Congrès) et par la liste d'union indépendantiste de Rock Wamytan (18,13 % et 7 élus dont 6 au Congrès). Pour établir une majorité non-indépendantiste, Cynthia Ligeard signe avec Philippe Gomès et Gaël Yanno un « contrat de gouvernance solidaire » présenté lors d'une conférence de presse le 16 mai 2014. Il comprend une répartition des postes clés dans les institutions comme en 2009, à savoir la présidence de l'assemblée provinciale à Philippe Michel de Calédonie ensemble (élu ce même jour), celle du Congrès à l'UCF et devant revenir normalement à Gaël Yanno, et celle du gouvernement pour le FPU et plus précisément pour Cynthia Ligeard. Ce « contrat » prévoit également un certain nombre de priorités politiques à mettre en œuvre en commun dont la recherche d'un équilibre budgétaire pour la Province Sud (en souhaitant notamment négocier une révision de la clé de répartition) et le financement des communes, l'organisation d'une conférence économique et sociale des « forces vives du pays », et l'engagement voulu le plus rapidement possible des discussions avec les indépendantistes et l'État sur la sortie de l'accord de Nouméa et la consultation d'autodétermination.

### Présidente du gouvernement de la Nouvelle-Calédonie
En vertu de ce « contrat de gouvernance solidaire », elle mène la liste du groupe FPU lors de l'élection du gouvernement de la Nouvelle-Calédonie le 5 juin 2014, les trois forces non-indépendantistes ayant décidé de présenter trois candidatures distinctes afin de permettre à chacune d'entre elles de provoquer à tout moment la chute de l'exécutif en cas de désaccord. Toujours dans le cadre de cet accord, un des élus de Calédonie ensemble vote pour sa liste, lui permettant ainsi de récolter 9 voix sur 54 et 2 sièges sur les 11 du nouveau gouvernement. Et, le jour-même, elle est élue présidente de cet exécutif par 9 voix sur 11, soit l'ensemble des 6 non-indépendantistes (3 Calédonie ensemble, 2 FPU et 1 UCF) mais aussi les 3 membres de l'UC, seules les 2 représentantes de l'UNI-Palika s'étant abstenues.
Le 16 décembre suivant, une crise politique éclate quand les trois ministres de Calédonie ensemble décident de quitter le gouvernement en raison de l'opposition du FPU à l'adoption d'une série de mesures fiscales. Le gouvernement sortant expédie alors les affaires courantes dans l'attente de l'élection d'un nouvel exécutif (ce qui est fait le 31 décembre 2014) puis d'un nouveau président, ce qui n'intervient que le 1er avril 2015, les non-indépendantistes étant divisés entre les candidatures de Cynthia Ligeard et de Philippe Germain de Calédonie ensemble.
Elle soutient Bruno Le Maire pour la primaire présidentielle des Républicains de 2016. En septembre 2016, elle est nommée directrice de campagne régionale pour la Nouvelle-Calédonie.